# Niall Hogan
Pour les articles homonymes, voir Hogan.
 Niall Andrew Hogan, est né le 20 avril 1971 à Dublin. C’est un ancien joueur de rugby à XV qui a évolué avec l'équipe d'Irlande au poste de demi de mêlée (1,73 m et 79 kg).

## Carrière

### En club
- 1995-1997 : Leinster
- 1997-1998 : London Irish

Il a disputé quatre matchs de coupe d'Europe avec le Leinster et deux matchs de Challenge européen de rugby avec les London Irish.

### En équipe nationale
Il a disputé son premier test match, le 21 janvier 1995 contre l'équipe d'Angleterre. Son dernier test match fut contre cette même équipe, le 20 décembre 1997.
Hogan a été trois fois capitaine de l'équipe d'Irlande.
Il a disputé trois matchs de la coupe du monde 1995.

## Palmarès
- 13 sélections
- Sélections par années : 5 en 1995, 4 en 1996, 4 en 1997
- Tournois des Cinq Nations disputés: 1995, 1996, 1997